# Власівка (Броварський район)
Вла́сівка — село у Баришівській селищній громаді Броварського району Київської області. Населення — 217 осіб.

## Історія
За Гетьманщини, до 1781 року селище Власівка (Уласівка) було у складі Баришівської сотні Переяславського полку.
Зі скасуванням козацького полкового устрою, селище перейшло до складу Остерського повіту Київського намісництва. За описом 1787 року у Власівці було 70 душ, село у володінні генерал-майора Сулими
Було приписане до Троїцької церкві у Баришівці
Від початку XIX ст. Власівка у складі Переяславського повіту Полтавської губернії.
Є на мапі 1826-1840 років
1910 року - селище Баришівської волості Переяславського повіту Полтавської губернії, 129 господарств, 712 мешканців.
Радянська колективізація розпочалася з того, що на початку 1930-х років у селі була створена артіль «Новий Світ». За свідченнями старожилів села, від голодної смерті у Власівці загинуло 68 жителів. 

## Населення
Згідно з переписом УРСР 1989 року чисельність наявного населення села становила 260 осіб, з яких 100 чоловіків та 160 жінок.
За переписом населення України 2001 року в селі мешкало 199 осіб.

### Мова
Розподіл населення за рідною мовою за даними перепису 2001 року:
| Мова       | Відсоток |
| ---------- | -------- |
| українська | 92,63 %  |
| російська  | 6,91 %   |
| інші       | 0,46 %   |

## Люди
В селі народився Тюха Іван Андрійович (1920—2000) — український живописець.